# المحاكمة (فلم)
المحاكمة  فيلم دراما وجريمة مصري للمخرج نادر جلال عام 1982 كتب القصة والسيناريو والحوار بشير الديك. الفيلم من بطولة محمود ياسين، سهير رمزي، سعيد صالح، وشريف صلاح الدين  وتدور الأحداث حول جريمة قتل يتولى الدفاع عن المتهم فيها المحامي كمال الذي يكتشف أنها ليست قضية قتل مهندس على يد عامل يكيد له ولكنها قضية فساد متورط فيها الكثير.
صدر الفيلم إلى دور العرض المصرية في 21 يوليو 1982.
منح موقع قاعدة بيانات الأفلام على الإنترنت (IMDB) الفيلم درجة 6.7/ 10.
منح موقع قاعدة بيانات الأفلام العربية «السينما.كوم» الفيلم درجة 5.8/ 10.

## طاقم التمثيل
محمود ياسين: في دور كمال عزت (المحامي)
سهير رمزي: في دور سلوى (الطبيبة)
سعيد صالح: في دور أحمد عبد الباقي (المحامي شريك كمال)
شريف صلاح الدين: في دور عمرو كمال (ابن المحامي كمال)
رشاد عثمان: في دور إسماعيل عبد المولى حسين (العامل المتهم بالقتل)
فتحية طنطاوي: في دور أمينة (زوجة المتهم إسماعيل عبد المولى)
حمدي الوزير: في دور مدحت سلامة عبد ربه (المهندس الشاهد في جريمة القتل)
ناهد سمير: في دور والدة مدحت (المهندس الشاهد في جريمة القتل)
نجاح الموجي: في دور زكريا الفولي (غفير المشروع الشاهد)
علية عبد المنعم: في دور والدة حسن
نبيل الحلفاوي: في دور وكيل النيابة
ماجدة نور الدين: في دور آمال
محمد الرملي: في دور القاضي
مختار السيد: في دور حسين عبد التواب
صالح الإسكندراني: في دور زكي
حللي محمد: في دور إبراهيم
ميشيل نجم: في دور مدير الشركة
بالاشتراك مع: ولاء مطر – صالح العويل – أنور عبد المنعم – هريدي عمران – يوسف العسال – حسني صقر – عبد المنعم النمر.

## أحداث الفيلم
وقع كمال عزت (محمود ياسين) في حب جارته سلوى (سهير رمزي) ولكن حالت الظروف دون زواجهما، وتخرجت سلوى من كلية الطب، وتخرج كمال محاميا وتزوج وأنجب ابنه عمرو (شريف صلاح) والذى ماتت أمه وعمره عامان، ووهب كمال نفسه لتربية إبنه، وشارك صديقه أحمد عبد الباقي (سعيد صالح) في مكتب المحاماة. كان كمال يرى أن حياة الإنسان، لامعنى لها دون مبادئ يعتنقها، ويعمل على الدفاع عنها، وهو الشيء الذي تعلمته منه سلوى، التي عملت بعد تخرجها في مستشفى حكومي، وأنفقت وقتها في خدمة الفقراء، ولم تفكر يوما في إفتتاح عيادة خاصة. بدأ مكتب كمال يزدهر بعد إقبالهم على إجراءات عقود الشركات وتأسيسها، والتقى كمال مرة أخرى بسلوى، وفكر كمال في الزواج بها ولكن كانت المشكلة في الصغير عمرو، الذي بلغ المرحلة الإعدادية، وأصبح لا يقبل من يشاركه في حب والده. حاول كمال أن يقرب ما بين عمرو وسلوى التي راحت تعتني بعمرو، بينما انشغل كمال في قضية أمينه (فتحية طنطاوي)، صاحبة قضية جنايات وجاءت بتوصية من سلوى، وكانت لا تملك دفع الأتعاب، إذ اتهم زوجها العامل إسماعيل عبد المولى (رشاد عثمان)، بقتل مهندس المشروع الذي يعمل به، وأكد الشهود أن إسماعيل هو القاتل، كما أعترف إسماعيل بملكيته لأداة الجريمة، مطواة قرن غزال، واشتاق كمال لقضايا الجنايات، وقابل المتهم وأحس ببرائته، وقبل القضية رغم إعتراض شريكه أحمد، الباحث عن الأتعاب في المقام الأول. قام أحمد عبد الباقي بالتحري عن شهود الاثبات، وتأكد من استقامة المهندس القتيل، وأن المهندس الذي سبقه، قد كون ثروة من عمله بالمشروع، وأنشأ شركة مقاولات مستقلة، وأن المهندس مدحت سلامة عبد ربه (حمدي الوزير) شاهد الإثبات الأول، قد حصل على شقة تمليك لا تتناسب مع دخله الشهري. كان المشروع يشوبه الفساد، وزادت الفترة المقررة لإنجازه، وبذلك زادت التكلفة، وعمد كمال على تحويل القضية من قضية قتل، إلى قضية فساد. ناقش كمال الشهود أمام المحكمة، وخصوصا الشاهد زكريا الفولي (نجاح الموجي) غفير المشروع، الذي أكد رؤيته لإسماعيل وهو يقتل المهندس، رغم أن المكان كان مظلما، والمسافة بينه وبين مسرح الجريمة كان بعيدا، وبذلك نجح كمال في قلب القضية، لتفزع عصابة الفساد وتسرع لرشوة كمال ليبتعد عن القضية، ويترك إسماعيل لمصيره. استمر كمال في كشف غموض القضية، وخوفا من توصل كمال للقاتل الحقيقى، وكشف أفراد العصابة، قام أمين المخازن (أنور عبد المنعم) وعصابته، بخطف الطفل عمرو لإجبار كمال على الإيقاع بإسماعيل، وكاد كمال أن يرضخ للعصابة لإنقاذ إبنه، لولا أن شريكه أحمد تصدى له بعد أن تحلى بالمبادئ التي تعلمها من كمال. اقدمت العصابة على قتل أحمد، وقرر كمال مواصلة القضية، وفى نفس الوقت البحث عن إبنه. تمكن كمال من كشف الفساد بمعاونة المهندس مدحت، الذي أخبره بأن القتيل، قد توصل لمعرفة كل تفاصيل الفساد، واعد تقريرا بذلك فقتلته العصابة، واشترت سكوته بشقة تمليك، وقد سلمه ملفا باعترافاته متضمنا تقرير بالفساد بخط المهندس القتيل. سلم كمال الملف إلى سلوى لتسليمه للشرطة، بينما اصطحب معه المهندس مدحت وتمكن من الوصول لإبنه وإنقاذه، ولكن العصابة كادت تقتل كمال بعد إصابته برصاصة بقدمه، وتصدى مدحت لهم حتى لقى مصرعه، وفى الوقت المناسب وصلت قوات الشرطة، لتقبض على أعضاء العصابة، وتحقق في قضية الفساد، ونقل كمال للمستشفى، وطلب عمرو من الدكتوره سلوى، أن تواصل معهما رحلة الحياة.

## وصلات خارجية
- مقالات تستعمل روابط فنية بلا صلة مع ويكي بيانات
- المحاكمة على موقع الدهليز
- المحاكمة على موقع كاروهات

https://en.kinorium.com/1977427/ المحاكمة (فيلم)
http://www.kinofilms.ua/movie/748111/ المحاكمة (فيلم)
https://www.csfd.sk/film/743112-almuohakama/hraju/ المحاكمة (فيلم)